# Hạ Mỗ
Hạ Mỗ là một xã thuộc huyện Đan Phượng, thành phố Hà Nội, Việt Nam.
Xã Hạ Mỗ có diện tích 3,76 km², dân số năm 2022 là 9.438 người, mật độ dân số đạt 2.510 người/km².
Năm 2020, Hạ Mỗ được công nhận là một điểm du lịch của thành phố Hà Nội.

## Địa lý
- Phía Đông giáp xã Hồng Hà, xã Liên Hồng
- phía Tây giáp xã Thượng Mỗ
- phía Nam giáp xã Tân Hội
- phía Bắc giáp xã Trung Châu và Hồng Hà.

Tổng diện tích: 388,5 ha. 
Đường vành đai 4 với tổng chiều dài khoảng 100 km, 6 làn xe đi qua 3 tỉnh sẽ đi xuyên qua cánh đồng xã Hạ Mỗ. Theo quy hoạch, Quốc lộ Hoàng Quốc Việt sẽ kéo dài đến xã Hạ Mỗ.

## Các đơn vị hành chính
Xã gồm 2 làng với 10 cụm dân cư:
1. Làng Hạ Mỗ:
- Khu vực bên Bãi: 
Cụm 1 là xóm Trại Trên.
Cụm 2 gồm xóm Trại Dưới và xóm Già.
Xóm Già vốn gốc tích người làng Già thuộc đất Thọ An, do lở đất nên về lập xóm ở Hạ Mỗ.
- Khu vực bên Làng:
Cụm 3 và 4 có xóm An Lạc (xóm Trại), xóm Cầu, xóm Giữa và xóm Chùa.
Cụm 5 là xóm Ngõ Ngoài.
Cụm 6 là xóm Đình. Còn gọi là xóm Cuống Cà.
Cụm 7 là Xóm Duyên còn gọi là xóm Duyên Thành.
Cụm 8 là xóm Lẻ. Còn gọi là xóm Đoàn kết. Xóm Lẻ vị trí ở đầu làng. Xưa kia hay có cướp nên trai tráng khỏe mạnh, dũng cảm sẽ được bố trí sinh sống ở đầu làng để chống cướp.
2. Làng Trúng Đích: Gốc tích là người làng Liên Hồng phía ngoài đê sông Hồng nhưng do đất lở mất nhà nên được đổi đất về ở Hạ Mỗ.
Cụm 9 và cụm 10
Dân số: tính đến năm 2020 có 2.493 hộ với 9.435 nhân khẩu.

## Văn hoá và lịch sử
Hạ Mỗ là một vùng đất cổ, có lịch sử hơn 1500 năm, vị trí ở đầu nguồn sông Nhuệ cổ (hay còn gọi là sông Từ Liêm), một phân lưu của sông Hồng.
Trước hoặc sau cuộc khởi nghĩa chống quân Lương Tuỳ, Hạ Mỗ có tên là trang Phú Lộc. Đến thế kỷ thứ VI Hạ Mỗ có tên là hương Ô Diên thuộc huyện Vĩnh Khang, phủ Ứng Thiên đời Lý và có thành Ô Diên một thời được xem là Kinh đô của nhà nước Vạn Xuân dưới triều Hậu Nam đế Lý Phật Tử. Đến thời Trần thuộc huyện Vĩnh Thuận, phủ Đông Đô. Từ đầu thế kỷ XIX, Hạ Mỗ thuộc tổng Thượng Hội, còn Trúng Đích thuộc xã Liên Trì tổng Thượng Trì, huyện Từ Liêm, phủ Quốc Oai, trấn Sơn Tây. Từ đầu thế kỷ XX, Hạ Mỗ và Trúng Đích thuộc huyện Từ Liêm, phủ Hoài Đức tỉnh Hà Đông.
Từ sau Cách mạng tháng Tám và trong kháng chiến chống thực dân Pháp, Hạ Mỗ thuộc xã Hồng Thái (nay là 3 xã Thượng Mỗ, Hạ Mỗ, Hồng Hà), còn Trúng Đích thuộc xã Liên Trì, huyện Liên Bắc (trước năm 1953), huyện Đan Phượng (từ 1953 trở về sau) tỉnh Hà Đông. Từ năm 1956, hai làng Hạ Mỗ và Trúng Đích sát nhập thành một xã và vẫn lấy tên là Hồng Thái. Năm 1972, xã Hồng Thái đổi tên là xã Hạ Mỗ thuộc huyện Đan Phượng, tỉnh Hà Đông, sau thuộc Hà Tây (1965), Hà Sơn Bình (1976), Hà Nội (1979), Hà Tây (1991), từ 01 tháng 8 năm 2008 đến nay thuộc thành phố Hà Nội.
Đây là vùng đất địa linh nhân kiệt có nền văn hiến tự ngàn đời nay. Nơi đây sinh ra danh nhân văn hoá Tô Hiến Thành. Xưa kia Lý Nam Đế sau khi đánh đuổi thứ sử nhà Lương đã lên ngôi vua và đổi tên nước thành Vạn Xuân (544-603), đóng đô ở Ô Diên tức xã Hạ Mỗ ngày nay.
Hạ Mỗ có 2 đình, 2 chùa và 3 đền. Có 3 di tích lịch sử cấp quốc gia là đình Vạn Xuân, chùa Hải Giác và
đền Văn Hiến.
Đình Vạn Xuân (trùng với tên nước Vạn Xuân)là một ngôi đình có hàng trăm gian, lớn nhất nhì Bắc Bộ, được xếp hạng di tích quốc gia năm 1991. Vào năm 1955, tại ngôi đình này đã diễn ra Hội nghị giảm tô miền Bắc với khoảng 5000 đại biểu tham dự. Dân làng có bài thơ rất hay về Đình:
Đình làng làm đủ trăm gian
To nhớn loại nhất nước Nam nào tày
Đất quy vờn ngọc đẹp thay
Trước cửa ao cá, giữa ngay cái gò
Quanh sân sáu cửa tò vò
Hai cột đồng trụ xây to tầy vừng
Sân rồng chất kiệu đã từng
Đôi tả hữu mạc song hành mười gian
Mái cong thoáng lá đại lan
Sân ngoài cỏ mượt, tán bàng sum xuê
Đại đình cao vút uy nghi
Dọc ngang mười nóc một ly chẳng dời
Đốc tiền cung điện sáng ngời
Lưỡng long chầu nguyệt y nơi cung đình
Cánh chuồn đốc hậu rành rành
Nội vương ngoại quốc" quy trình chẳng sai
Ban thờ lớp lớp trong ngoài
Bộ hạ võ lược, văn tài hai bên
Hậu cung cửa cấm bước lên
Ngước trông hoành tráng ở trên đỉnh đầu
Long, ly, quy, phượng cùng chầu
Hoành phi câu đối rực màu vàng son
Đồ chấp sự rặt bằng đồng
Xà mâu, bát bửu, kiệu chồng mấy gian
Bao nhiêu cờ, lọng, quạt, tàn
Bấy nhiêu công sức dân làng từ xưa
Ngàn năm cho đến bây giờ
Đình Vạn Xuân vẫn y như buổi đầu
Nơi đây có một di tích nữa về thành Ô Diên đó là miếu Hàm Rồng. Tương truyền rằng ngay sau khi hoàng tử Lý Bát Lang mất, vua Lý Phật Tử đã lệnh cho nhân dân Hạ Mỗ (bấy giờ là hương Ô Diên) lập miếu thờ trên phủ đệ cũ của hoàng tử, trong khu vực thành Ô Diên, người đời sau gọi là Quán Bét (đọc chệch tiếng bát tức Lý Bát Lang) hay miếu Hàm Rồng (chỗ 3 dòng sông: sông Hồng, sông Hát và sông Nhuệ  gặp nhau) ở đầu nguồn Nhuệ Giang, nay sông Hồng đã lùi xa và khởi nguồn sông Nhuệ chỉ còn dấu tích của Đầm Bát Lang.
Chùa Hải Giác là một ngôi chùa lớn,cổ kính, rất đẹp với hàng trăm pho tượng lớn nhỏ. Ngôi chùa gắn liền với lịch sử chống thực dân Pháp anh hùng, bất khuất của nhà sư Thích Thanh Trang (Hữu quân Chánh tướng).Thực dân Pháp đã đàn áp dã man, hành quyết bằng hình thức treo cổ sư Thanh Trang trên cây duối cạnh ngôi miếu sau chùa.
"Chùa làng có đủ trăm gian
Nội công ngoại quốc rõ ràng chẳng sai"
Đền Văn Hiến là nơi thờ thành hoàng làng Tô Hiến Thành, phối thờ Hoàng giáp Đỗ Trí Trung. Nơi đây từng là một địa điểm quan trọng trong phong trào "Thiện đàn giáng bút", mượn danh tín ngưỡng để làm thơ chống thực dân Pháp. Hiện nay ngôi đền còn lưu giữ cuốn mộc bản Cổ kim truyền lục với khoảng 500 bài thơ của nhiều tác giả trong vùng, viết vào năm 1907.
Tại đền Văn Hiến có nhiều cây lưu niệm do Chủ tịch nước Nguyễn Minh Triết, Bộ trưởng Bùi Quang Vinh, Bộ trưởng Tô Lâm trồng.
Hạ mỗ là vùng đất có tinh thần đấu tranh cách mạng kiên cường. Toàn xã có 140 liệt sỹ, 28 bà mẹ Việt Nam anh hùng. Thực dân Pháp nhiều lần có ý định đặt bốt ở đây nhưng thất bại.
Quê hương Hạ Mỗ là nơi sinh ra những người con ưu tú như:
1.   Thái uý Tô Hiến Thành (1102-1179): Ông sinh ra tại xóm Lẻ, là bậc đại trung thần đời nhà Lý, từng đỗ Thái học sinh. Ông có công lớn trong công cuộc chống ngoại xâm, mở mang bờ cõi, giáo dục và thủy lợi. Ông là tấm gương liêm khiết cho nhiều triều đại. Rất nhiều nơi thờ tụng ông, phong ông làm thành hoàng làng. Có khoảng 72 ngôi đền thờ ông trên nhiều tỉnh thành. Con cháu ông sau này nhiều người trở thành người trong hoàng tộc. Bản thân ông cũng được phong tước vương dù không mang họ Lý. Mộ ông quàn tại đền Văn Hiến, xã Hạ Mỗ.
2. Thiền sư Nguyễn Trí Bảo, là một trong 10 nhà lý luận xuất sắc của dòng thiền Quan Bích.
Thiền sư cũng là cậu ruột của Tô Hiến Thành. Sư trụ trì tại chùa Thanh Tước (sau đổi tên là chùa Sùng Tự), được coi như Quốc Tự thời đó. Chùa nằm trên núi Thanh Tước, Mê Linh, Vĩnh Phúc. Nay chùa này được phục dựng lại, lấy tên là chùa Linh Tự, đặt tại khu du lịch " Đồi 79 mùa Xuân" tại Mê Linh, Vĩnh Phúc.
3.    Tiến sỹ, hoàng giáp Đỗ Trí Trung: Đỗ đệ nhị tiến sĩ triều Lê Thánh Tông năm 1475. Ông là người đứng đầu
Kim Cương bát bộ và tham gia vào hội văn thơ Tao Đàn trong triều.
4.  Tiến sỹ  Đào Hoàng Thực: Đỗ đệ tam tiến sĩ năm 1722 triều Lê Dụ Tông.
5.  Đốc Viên- Nguyễn Xuân Viên: Tham gia phong trào Yên Thế của Đề Thám và là người thành lập đảng Nghĩa Hưng. Mộ ông quàn tại nghĩa trang Mả Đọ, xã Hạ Mỗ.
6. Bí thư thành ủy Vinh (1965-1969) Nguyễn Khắc Nha:  Tham gia phong trào đấu tranh của công nhân nhà máy xe lửa Trường Thi tại Nghệ An, một phong trào khởi đầu cho cao trào khởi nghĩa Xô Viết Nghệ Tĩnh những năm 1930. Ông từng giữ chức bí thư thành ủy Vinh, tỉnh Nghệ Tĩnh.
7. Anh hùng liệt sỹ lực lượng vũ trang Lê Thao (biệt danh hùm xám Liên Bắc).
8. Bộ trưởng Bùi Quang Vinh, nguyên Bí thư tỉnh ủy Lào Cai, UVBCH TƯ Đảng, ĐBQH, Bộ trưởng Bộ Kế hoạch Đầu tư.
Người Hạ Mỗ vốn giỏi làm thơ, xưa có câu "Văn Mỗ, phú Cách". Xưa kia nơi đây còn có phong trào hát nhà tơ, múa hát cửa đình.
Hạ Mỗ có phong trào hiếu học từ xưa. Thời phong kiến hầu như xóm nào cũng có thầy đồ dạy chữ miễn phí. Ngay tại đền Văn Hiến vẫn còn lưu giữ bia Khoa Tràng, nơi lưu danh những người đỗ đạt của làng. Xưa kia, tại khu Mả Từa còn có gò Nghiên, gò Bút với hàm ý mong cho con cháu chăm chỉ học hành.
Hiện nay Hạ Mỗ luôn là một trong những xã có số học sinh đỗ đại học hàng đầu trong huyện. Đội ngũ trí thức của làng nhiều người là Thạc sỹ, Tiến Sỹ, Sau Tiến Sỹ và GS-PGS trong nước cũng như tu nghiệp ở nước ngoài.